# Oussama Djeddi
Oussama Djeddi (ar. أسامة جدي ;ur. 3 kwietnia 1995) – algierski judoka.
Uczestnik mistrzostw świata w 2017. Startował w Pucharze Świata w 2014, 2015, 2022 i 2023. Zdobył trzy medale na mistrzostwach Afryki w latach 2014-2017. Drugi w drużynie na igrzyskach panarabskich w 2023. Brązowy medalista igrzysk solidarności islamskiej w 2017, a także MŚ wojskowych w 2016 roku.